# Vought F7U Cutlass
Vought F7U Cutlass byl palubní stíhací letoun amerického námořnictva z počátku studené války. Letoun měl neobvyklou bezocasou koncepci, která byla založena na datech, získaných na konci války u německé firmy Arado.[zdroj⁠?!] V době vzniku letounu však američtí konstruktéři letounu odmítali jakoukoliv inspiraci německými projekty.
Typ F7U byl posledním letounem, který projektoval Rex Beisel, jenž navrhl už typ TS-1 z roku 1922, který byl prvním stíhacím letounem vyvíjeným speciálně pro americké námořnictvo.
Radikální a doposud nevyzkoušená aerodynamická koncepce letounu způsobovala při jeho provozu časté technické a provozní potíže, spojené s vysokou nehodovostí. Během vývoje typu zahynuli čtyři zkušební piloti a dalších 21 jich zemřelo při nehodách během operační služby. Více než čtvrtina vyrobených letounů byla v provozu zničena při nehodách.

## Vývoj

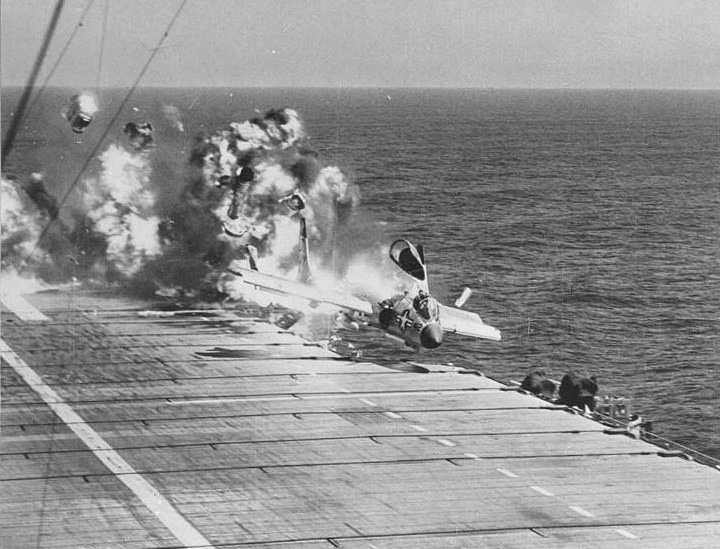
Havárie stroje VF-124 F7U-3 na lodi USS Hancock 14. července 1955. Podle webu "Rich Kirsch's Fighting Hannah", pilot Jay T. Alkire přišel o život, zatímco posádka na palubě utrpěla lehčí zranění.

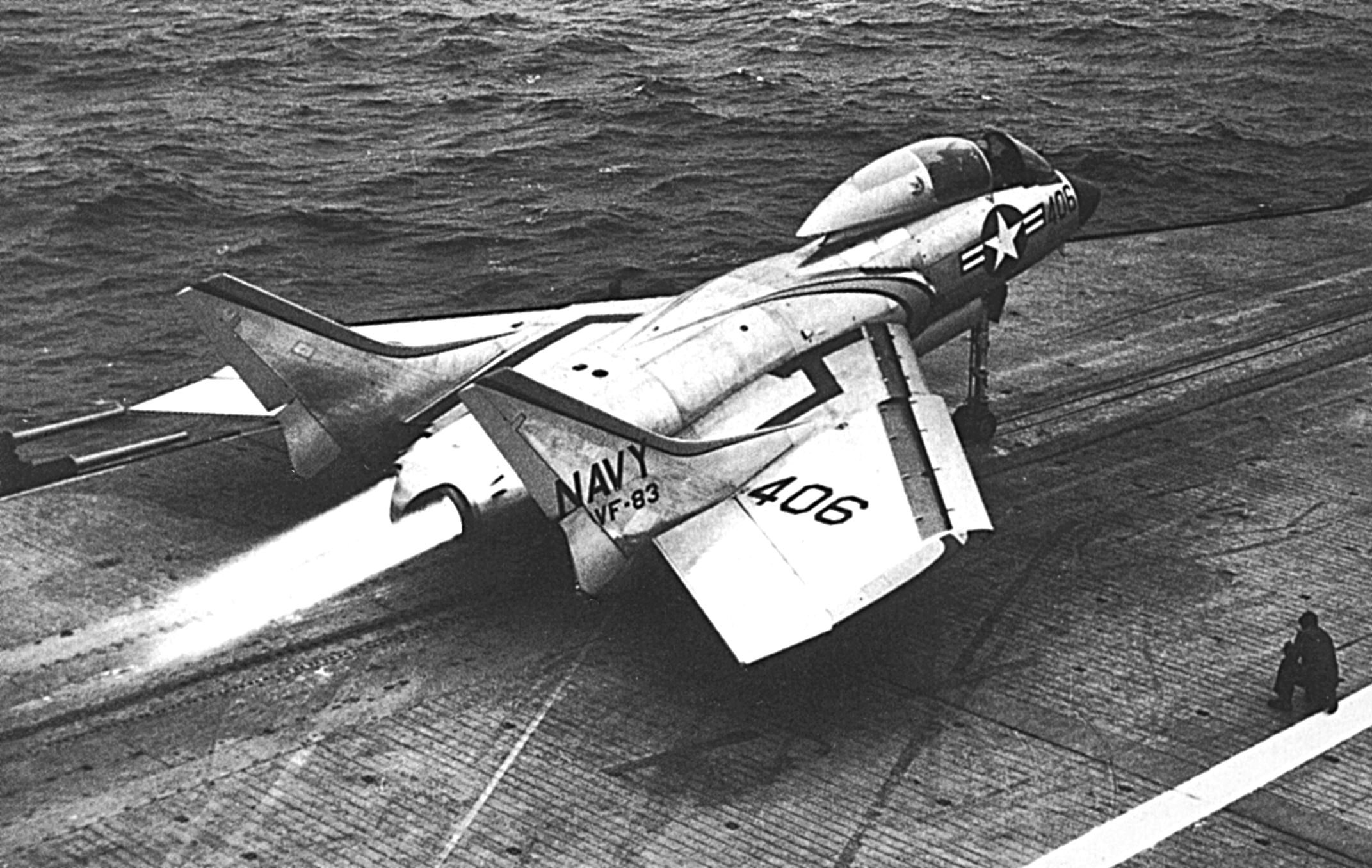
VF-83 F7U-3 startuje z lodi USS Intrepid v roce 1954 během testování katapultů

V roce 1946 byly objednány tři prototypy. První let prototypu proběhl na letecké základně Patuxent River dne 29. září 1948 a letoun tehdy pilotoval ho zkušební pilot Voughtu Robert J. Baker. Už první let neproběhl bez problémů a o několik týdnů později Robert Baker při jiném letu prvního prototypu ztratil kontrolu nad letounem a zahynul v jeho troskách.
Námořnictvo nejprve objednalo výrobu verze F7U-1, jenž se příliš nelišila od prototypů a poté pokročilejších verzí F7U-2 a F7U-3 s výkonnějšími motory. Pro opoždění vývoje motorů se verze F7U-2 nerealizovala a vyráběna byla rovnou verze F7U-3 u které došlo na základě zkušeností z provozu první varianty k řadě konstrukčních změn.
F7U-1 bylo letadlo bez horizontálních ocasních ploch. Mělo křídla se šípovitosti 38 stupňů, z nichž vzadu vystupovaly svislé ocasní plochy. Namísto výškovek a křidélek měly elevony. Na náběžné hraně křídel byly roztahovací sloty. Křídla se skládala směrem nahoru.
Cutlass byl skutečně inovativním letadlem, které však nebylo příliš dobré. Všechny tři prototypy během testů havarovaly. Piloti F7U-1 museli přistávat pod velkým úhlem náběhu (20 stupňů), což vedlo k několika nehodám. Výkon letadla a jeho operační způsobilost byly posouzeny jako nepřijatelné, proto bylo všech 14 předprodukčních letadel určeno pouze k výcviku pilotů. I přesto zaznamenaly velmi vysokou míru nehod a dvě z nich údajně havarovala ještě před dodáním námořnictvu.
Firma Vought se snažila napravit tento neúspěch zkonstruováním vylepšené verze F7U-2. Stroj měl několik vylepšení, včetně výkonnějších motorů J34-WE-42. V listopadu 1948 si námořnictvo objednalo 88 letadel F7U-2, ale kvůli problémům s vývojem motoru tato varianta nikdy nevzlétla.
Ještě v roce 1948 přišel Vought se zcela novou konstrukcí, která dostala označení F7U-3. Toto letadlo bylo podstatně větší, těžší, robustnější a s výkonnějšími motory. Obzvláště viditelnou změnou bylo, že kabina byla umístěna výše, aby poskytla pilotovi lepší zorné pole při přistání na palubě letadlové lodi. K dalším změnám patřilo přemístění kanónů z nosu k přívodům vzduchu. F7U-3 mohla na závěsných bodech nést výzbroj nebo palivo s hmotností do 900 kg.
První letadlo verze F7U-3 vzlétlo 20. prosince 1951. I když stíhačka měla být poháněna motory Westinghouse J46, zpoždění ve vývoji této pohonné jednotky způsobilo, že prvních 16 kusů F7U-3 poháněly proudové motory Allison J35-29 bez přídavného spalování a zbytek měl definitivně motory Westinghouse J46-WE-8B, jež mělo i 288 následujících kusů. Zkoušky prvních strojů na palubě letadlové lodi ukázaly, že budou nutné další úpravy. Nos letadla byl přepracován tak, aby se zlepšil výhled pilota. Přední podvozková noha dostala dvě kola namísto jednoho, aby se snížila poruchovost podvozku. Na jaře roku 1954, po šesti letech letových zkoušek a téměř desetiletí vývoje, získalo americké námořnictvo první operačně způsobilou letku F7U-3. Do prosince 1958 bylo sestaveno 13 letek a celkově Vought postavil v této verzi 180 letadel.
Piloti F7U-3 referovali, že mělo letadlo vysokou rychlost výkrutu (až 570 stupňů za sekundu), což byl trojnásobek ve srovnání s jakoukoli jinou stíhačkou v té době. Zesílený drak F7U-3 byl považován za "nerozbitný". Podle slov pilotů bylo letadlo svižné a bylo zábavné na něm létat. Prokázalo se, že jde o solidní bombardovací platformu. F7U-3 však bylo noční můrou pro údržbu. Opravy byly nutné po každém jednom letu.
Z verze F7U-3 byly odvozeny dvě další subverze. První byla fotoprůzkumná varianta s prodlouženou přídí F7U-3P, která ale nebyla operačně nasazena a všechny kusy sloužily jen pro testy. Druhou byly letouny F7U-3M vyzbrojené kromě kanónů řízenými střelami AIM-7 Sparrow. Bylo vyrobeno 98 kusů a dalších 48 přestavěno z verze F7U-3. Objednávka na dalších 202 kusů byla nakonec zrušena. V roce 1957 analyzovala společnost Chance Vought všechny závažné nehody F7U-3. Po nalétání 55 000 hodin došlo k 78 nehodám, což byla dosud nejvyšší míra nehodovosti u stíhacích letounů námořnictva se šípovým křídlem.
Další verze letounu už nevznikly, protože Vought mezitím vyvinul mnohem výkonnější a perspektivnější typ Vought F-8 Crusader.

## Konstrukce

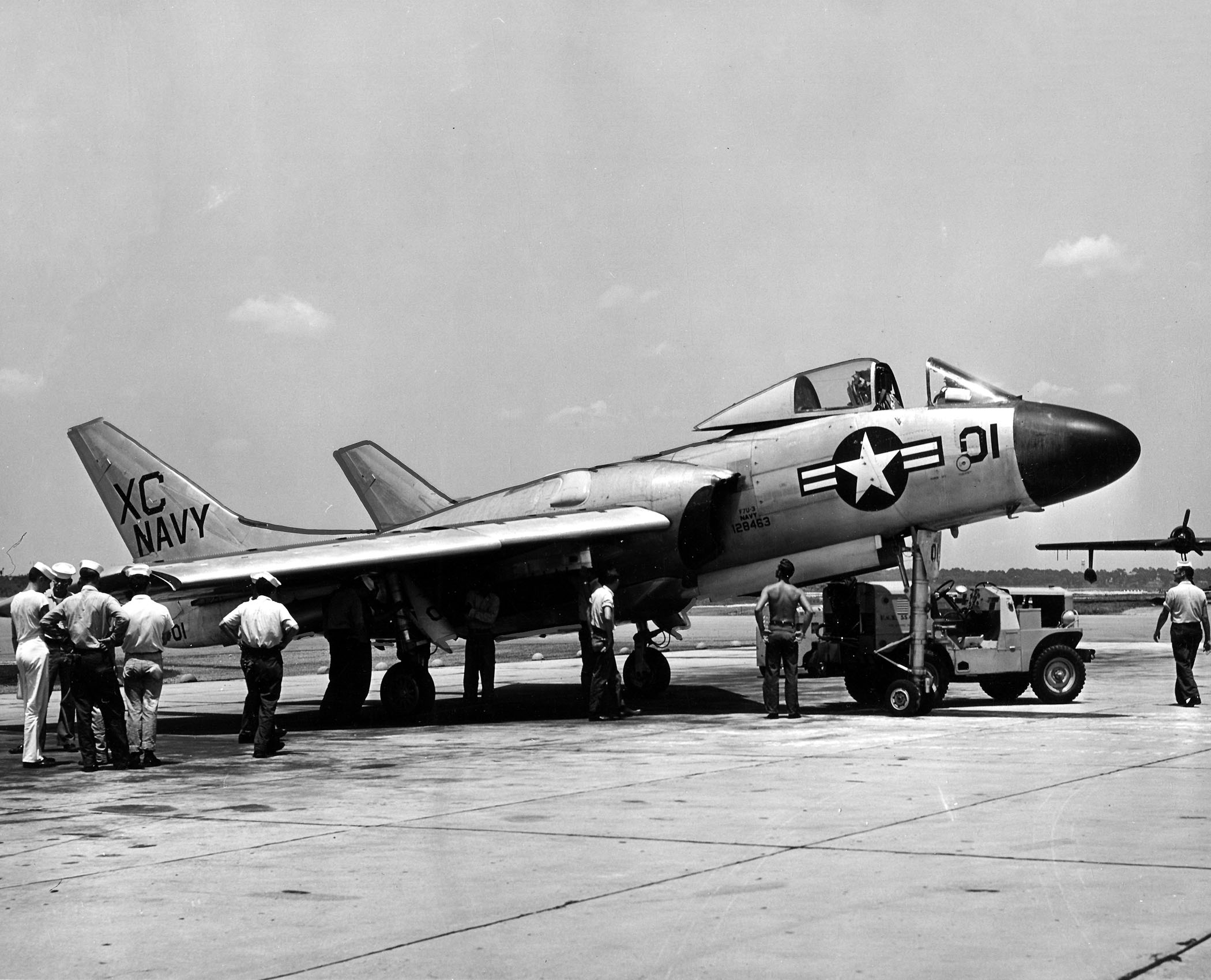
F7U-3 Cutlass

Cutlass byl Voughtem vyvinut na základě specifikací amerického námořnictva z 1. června 1945. Námořnictvo požadovalo letoun, dosahující rychlosti 966 km/h ve výšce 12 192 m. Projekt zahrnoval použití šípového křídla s velkou hloubkou a nízkou štíhlostí. Svislé ocasní plochy byly zdvojené a uchycené v odtokové hraně křídel. Kokpit byl umístěný co nejvíce vpředu, aby měl pilot dostatečný výhled. Tovární označení letounu bylo V-346.
Ovládání letounu zajišťovaly elevony. Na celé šířce náběžné hrany křídla byly umístěny sloty. Ovládání letounu probíhalo hydraulicky. Přední podvozková noha byla velice vysoká, aby měla křídla letounu velký úhel náběhu při startu. Vysoká konstrukce podvozkové nohy ovšem byla velice choulostivá a její případný kolaps vždy znamenal vážnou nehodu. Stejně tak vlastnosti letounu při startu a přistání byly velice špatné.
Problémy přinášely také použité motory Westinghouse J46, které měly nedostatečný tah a v dešti měly tendenci zhasínat (odtržení plamene).

## Varianty

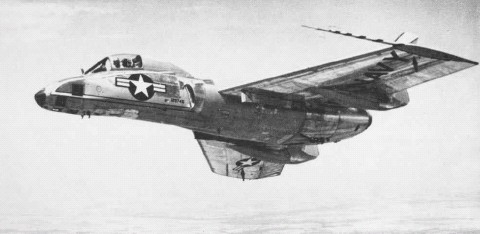
Průzkumný F7U-3P

- XF7U-1 – tři prototypy. Všechny byly ztraceny při nehodách.
- F7U-1 – první sériová varianta. 14 kusů.
- F7U-2 – plánovaná verze s motory Westinghouse J34-WE-42,
- XF7U-3 – první prototyp verze F7U-3. Poprvé vzlétl 20. prosince 1951.
- F7U-3 – hlavní výrobní verze. 192 kusů.
- F7U-3P – fotoprůzkumná varianta. 12 kusů.
- F7U-3M – verze nesoucí řízené střely AIM-7 Sparrow. 98 kusů.
- A2U-1 – označení přidělené nerealizované objednávce 250 kusů Cutlassů, upravených na útočné letouny.

## Specifikace (F7U-3M)

### Technické údaje
- Posádka: 1 muž (pilot)
- Rozpětí: 11,786 m
- Délka: 13,487 m
- Výška: 4,267 m
- Nosná plocha: 46,08 m²
- Hmotnost prázdného letounu: 8260 kg
- Max. vzletová hmotnost: 14 353 kg
- Pohonná jednotka: 2× proudový motor Westinghouse J46-WE-8A s příd. spalováním, každý o tahu 20 kN, 27 kNs příd. spalováním

### Výkony
- Maximální rychlost:
  - 1094 km/h
  - 1043 km/h (s podvěsy – raketami)
- Dostup: 12 192 m
- Počáteční stoupavost: 13,000 fpm (3962 m ÷ 1 min.)
- Dolet: 1062 km

### Výzbroj
- 4 × 20mm kanón M3 (180 nábojů na hlaveň)
- 4 závěsníky s celkovou únosností 2495 kg (5500 lb)
  - různé varianty řízených střel AIM-7 Sparrow typu „vzduch-vzduch“